# D37/38次列车
- 關於原北京-济南D37/38次列车，請見「京沪既有线动车组列车#济南局相关」。

D37/38次列车是中国铁路运行于直辖市北京市北京西站至湖北省省会武汉市汉口站的普通动车组列车，自2024年1月10日起开行，客运里程1205公里，途经北京市、河北省、河南省、湖北省三省一市，客运乘务由武汉局集团武汉客运段担任。其中北京西站至汉口站运行10小时35分，使用车次为D37次；汉口站至北京西站运行10小时43分，使用车次为D38次。
其前身为自2004年4月18日起开行的直达特快列车Z37/38次，由武汉局集團武汉客运段直达车队负责客运任务，是在第五次大提速之后，北京与武汉之间开行的4对直达列车中的一对，由T37/38次列车升级而来，其前身1950年即已开通。列车使用25T型客车，沿西长联络线、京广铁路运行，行程1225公里。曾一度中途停靠孝感站，其中北京西站至武昌站运行10小时45分，使用车次为Z37次，武昌站至北京西站运行10小时57分，使用车次为Z38次。截至2021年10月，该列车多次被评为“红旗列车”，唯2003年称号曾被撤销，次年恢复。

## 历史

### 京汉快車
1950年冬季，开行了汉口至北京的7/8次直达旅客快车。1951年，京汉铁路上的两班汉口至北京列车为7/8次直快和103/104次普客:355。尔后京汉直快的车号变更为19/20次，并在其上开行了7/8次直达特别快车。1957年10月武汉长江大桥通车连京汉、粤汉二线为新的京广铁路，7/8次延长至广州始发终到（即今D35/36次列车）、19/20的车次号被用于北京至河内的国际联运列车上（即今Z5/6次列车），此时无单独在京汉区间开行的直快列车，直至1958年夏季实行的时刻表中出现了京汉间走行的33/34次直达旅客快车。
37/38次这对车次于1959年首次用于京汉间走行的直达旅客快车上，并出现在当年夏季出版的时刻表中。此后，该列车提出了“想在旅客上车之前，急在旅客旅途之中，帮到旅客下车之后”的服务理念，这一理念也被推广至全路。:358另外，由于彼时汉口站仍在大智门，该站站场狭小，不适宜旅客列车的始发与终到，此后本列车偕同其它在汉口站始发终到的列车将始发终到站改至武昌站。:6501975年，受新的车次命名规范影响，该列车车次改为137/138次，等级仍为直快，直至1981年改为特别快车后才重新开始使用37/38这对车次。:420-421:275

### 提速升级
1989年及以前，37/38次列车使用22型非空调客车，超员现象时有发生，春运期间更超员200%以上。列车为应对超员曾进行过多次扩编：1984年8月1日起，由16辆扩大到18辆编组，9月21日继续扩大到20辆，成为当时中国铁路编组最长的列车:166:381。1990年，37/38次列车的车底更换为中国铁路25A型客车，成为湖北最早的空调列车。:381
1996年1月21日，北京西站启用，37/38次成为北京西站接发的首批列车之一。次年4月1日，该列车更换中国铁路25K型客车，升级为K37/38次快速列车。2000年10月21日，K37/38次列车在中国铁路第三次大提速中规范为T37/38次特快列车，车体、径路不变，2003年开始编挂RW19K型高级软卧车。
2004年，T37/38次列车首次面向社会招聘乘务员，升级为直达特快列车后仍采取这一举措。同年4月12日，T37/38次更换中国铁路25T型客车，同月18日升级为Z37/38次直达特快列车，原车次得以留空。然而，由于采取全列软卧编组，Z38次升级初期的客流量不甚理想。2009年7月1日，Z37/38次改用由北京铁路局转配、原用于Z85/86次列车、供电制式为AC380V的25T型车底，本务机车由配属武汉铁路局武昌南机务段的SS9G型电力机车改为配属北京铁路局北京机务段的DF11G型柴油机车，原有的DC600V车底转配哈尔滨铁路局。:88同年11月18日，该列车调整编组，编入3辆硬卧车。
2012年12月21日，因应京广高速铁路全线开通，北京至武汉间的部分普速列车停运，但Z37/38次列車得以保留。
受到2019冠状病毒病疫情影响，Z37/38次列车2020年1月24日起武昌始发临时停运，直至8月24日恢复开行。期间受地区疫情影响又几度停运。至2022年末，又停运3月有余，直到2023年1月7日晚间才恢复开行。

### 换型为动集列车

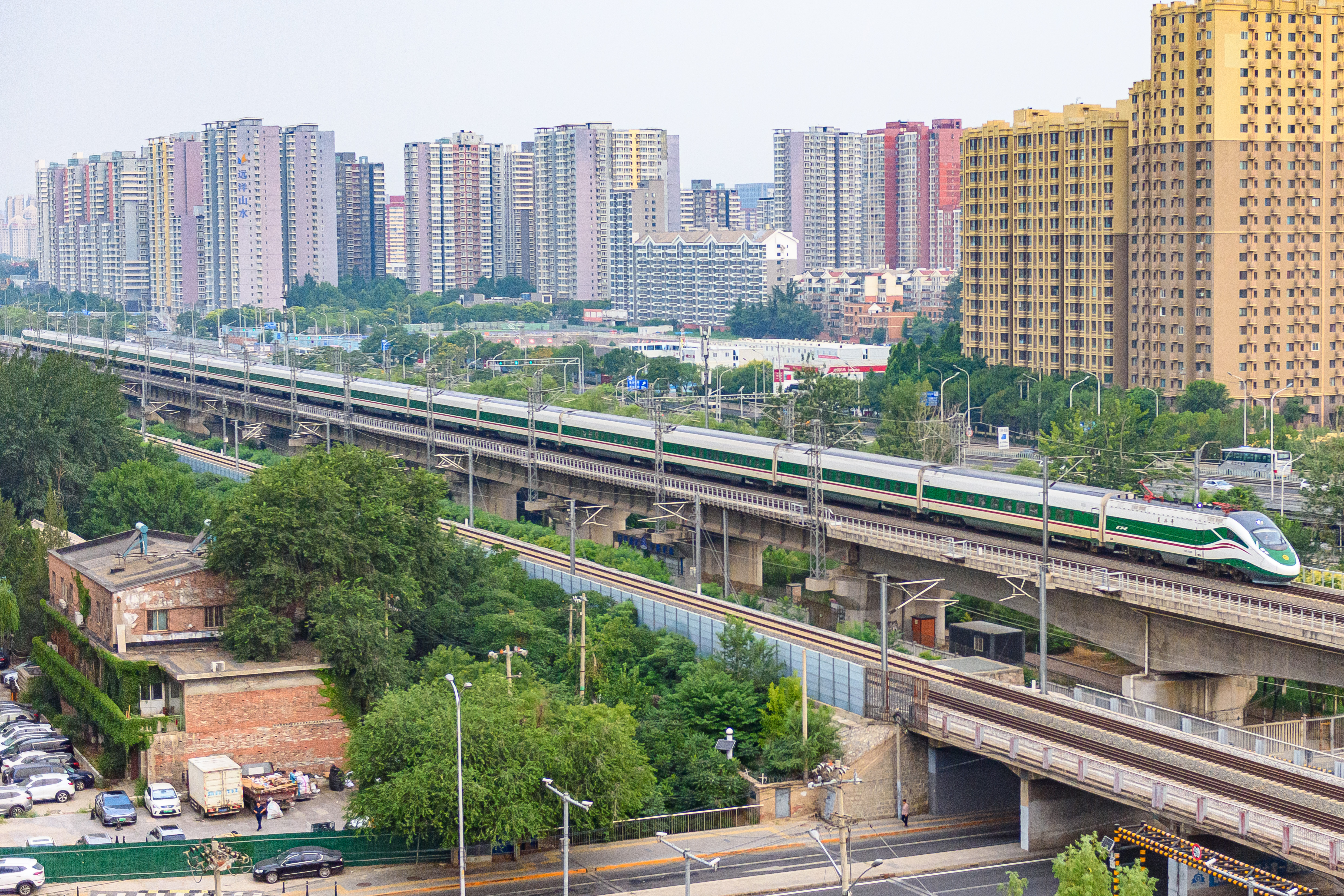
D38次列车驶经北京莲玉桥（2024年6月）

根据中国国铁2024年一季度调图安排，本次列车自2024年1月9日改等级为D37/8次，改使用复兴号CR200J型动车组，并由武昌改为汉口站始发终到。2024年1月7日，最后一班Z38自武昌站发出，有不少铁道迷前往站台或线路附近送别。1月8日，最后一班Z37次列车自北京西站发出；1月10日，首班D38次列车从汉口站发出。
2025年1月5日起，双向增加石家庄站、信阳站办理客运业务，冠名改为“信阳毛尖号”。

## 列车编组

### 现行编组

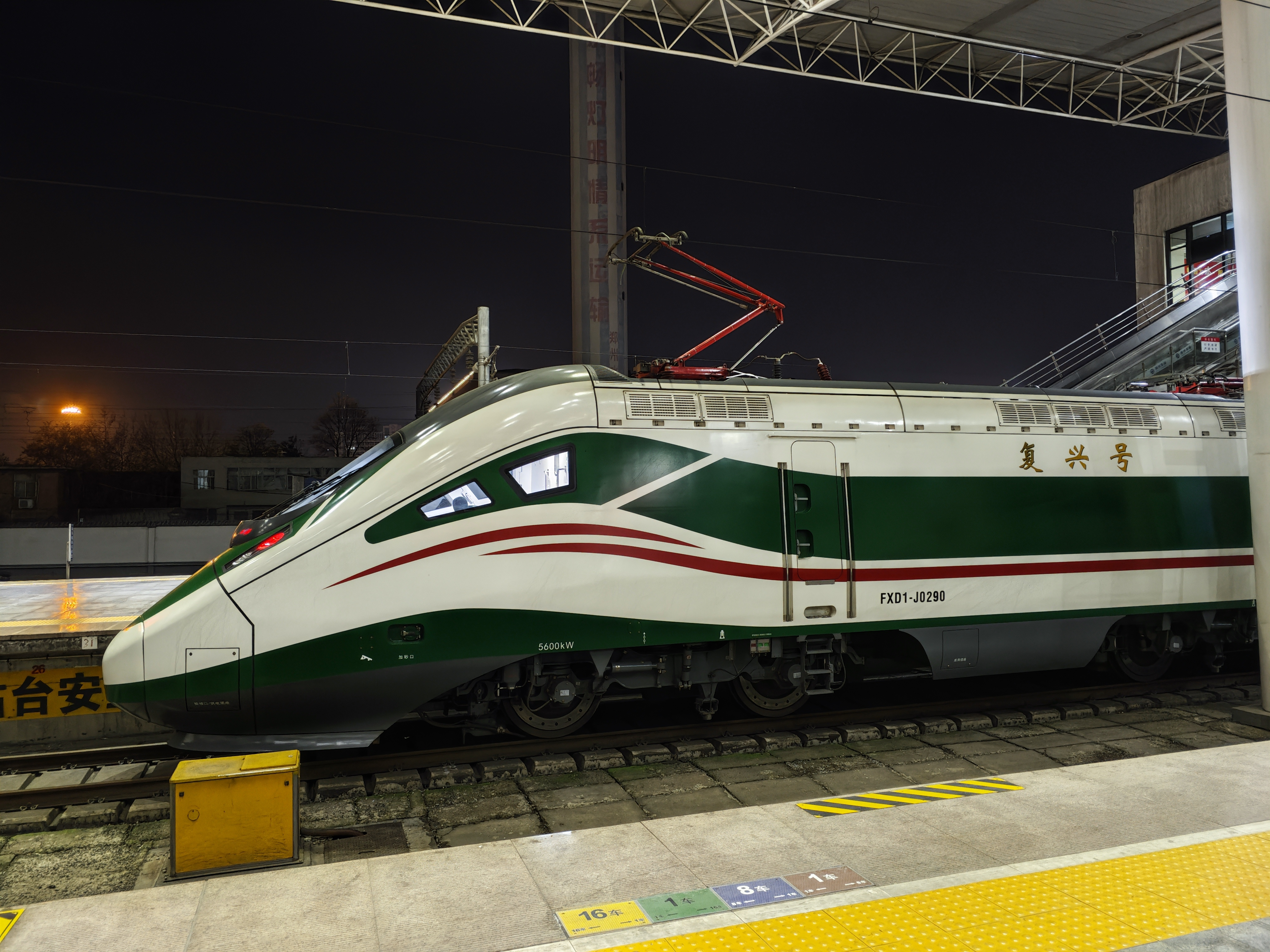
D38次列车在郑州站技停

本对列车使用配属武汉局集团汉口客车整备所的CR200J1-C（见篇首模板附图）。列车采用动力集中式技术，共有2節動力車和16节车厢，最高运营速度可达160km/h。列车设有二等臥车（WE）10辆、二等座車（ZE）2輛、二等座車／餐車（ZEC）1輛、一等臥车（WY）3辆。
| 车厢编号 | M1     | 1           | 2-8         | 9                  | 10-12       | 13-15       | 16          | M2     |
| 车型     | 動力車 | ZE 二等座车 | WE 二等臥车 | ZEC 二等座車／餐車 | WY 一等臥车 | WE 二等臥车 | ZE 二等座车 | 動力車 |

### 历史编组

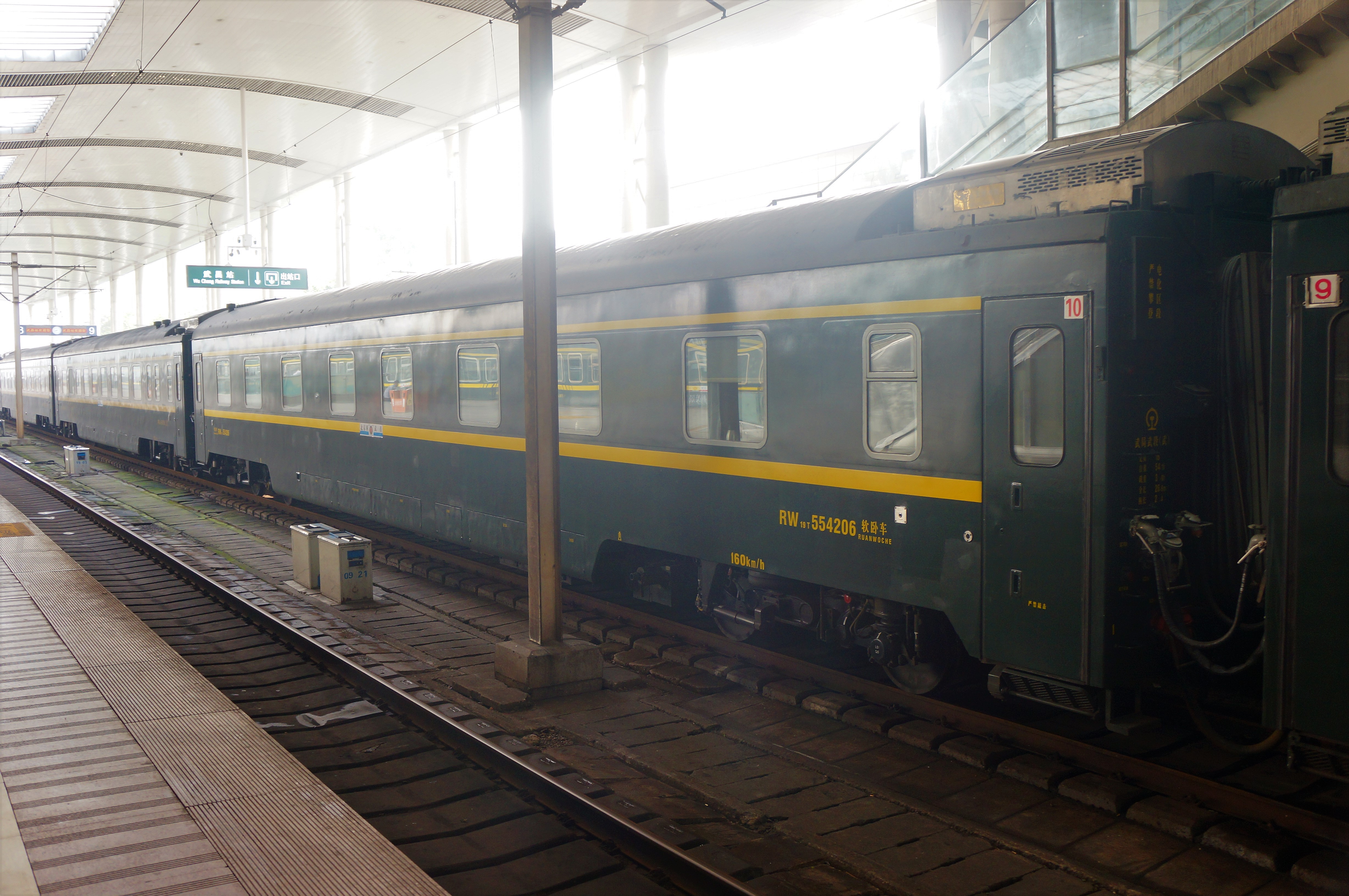
Z37编组中的RW19T-554206于武昌站

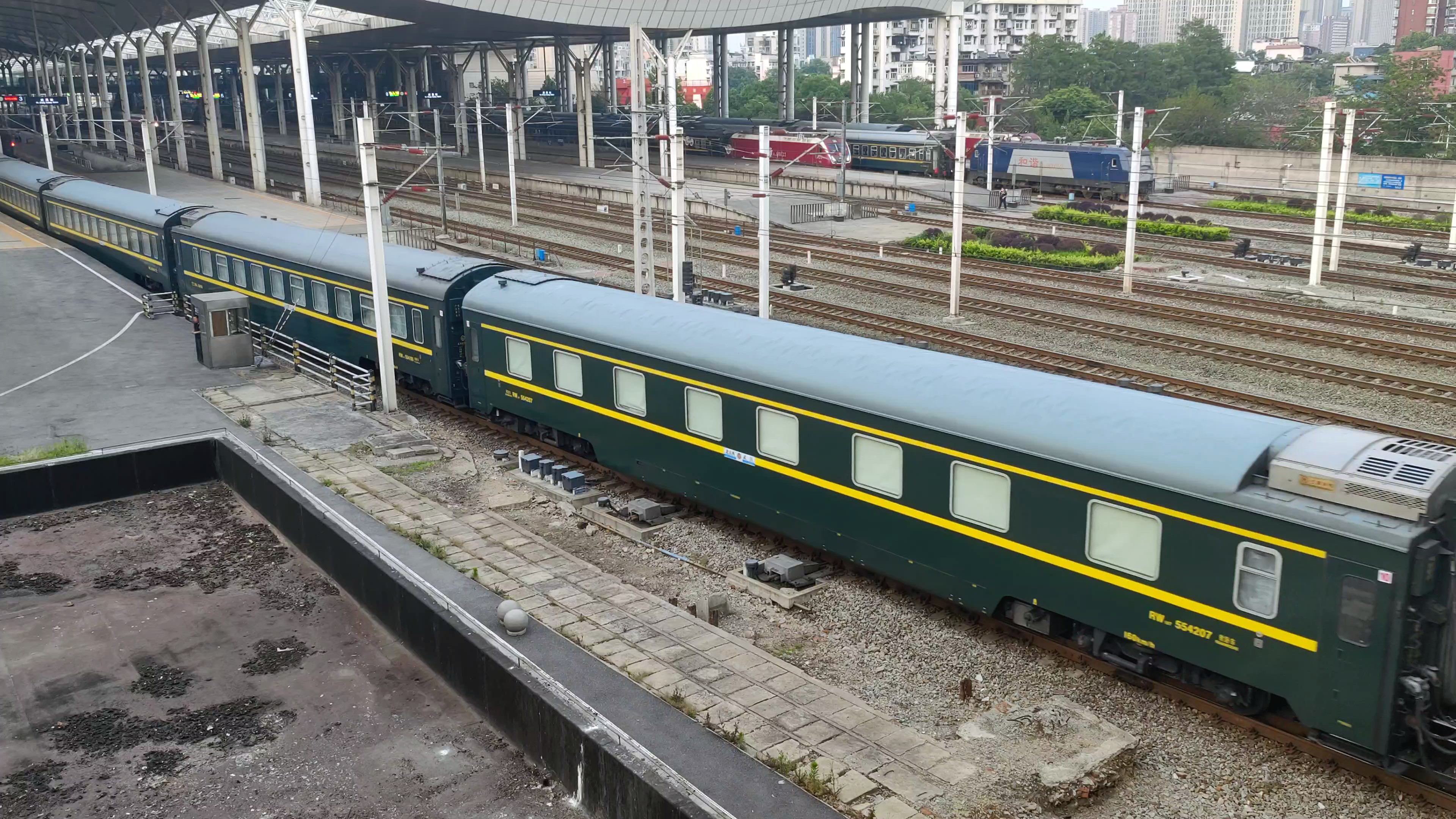
Z38编组中的RW19T-554207准备进武昌站

#### 早期编组
早期京汉线上的旅客列车编组仅有10至12辆。1960年，由于人民型蒸汽机车在武汉分局境内运用，至1976年管内旅客列车本务机车全部改为该型。因此本列车的编组亦扩大至14辆。:275
| 组数 | 辆数 | 邮政车 | 硬卧车 | 软卧车 | 硬座车 | 餐车 | 行李车 |
| ---- | ---- | ------ | ------ | ------ | ------ | ---- | ------ |
| 3    | 14   | 1      | 5      | 1      | 5      | 1    | 1      |

1982年，武汉分局将本次列车扩编至16辆。:166:276

#### 北京型内燃机车牵引20辆旅客列车试验
1984年3月29日至31日，铁道部使用北京型内燃机车3131号、3197号、3133号三台机车，利用37/8次列车进行了旅客列车扩编至20组的实验，以考察该型号内燃机车的性能以及各停站站场到发线长度等设施的匹配适应性。此后铁道部认定实验成功。

#### 20辆长编
1984年8月1日起，由16辆扩大到18辆编组，9月21日继续扩大到20辆。:166:276
| 组数 | 辆数 | 邮政车 | 硬卧车 | 软卧车 | 硬座车 | 餐车 | 行李车 | 软硬卧车 |
| ---- | ---- | ------ | ------ | ------ | ------ | ---- | ------ | -------- |
| 2    | 20   |        | 7      | 1      | 9      | 1    | 1      | 1        |

#### 直特编组
Z37/38次自2004年4月18日起采取18节列车编组，为全列卧铺列车，分为硬卧、软卧、高级软卧等不同的档次。硬卧车票与特快列车相同。该列车2004年提速时原定使用四方－庞巴迪－鲍尔（BSP）制造的25T型客车，但由于供电制式与计划牵引该列车的韶山9G型电力机车不兼容而改用长春轨道客车制造的国产化25T型，原定配属郑局武段的庞巴迪车底也转移至上海铁路局。
| 车厢编号 | 1-3          | 4-6          | 7-8          | 9          | 10               | 11-18        | 19           |
| 车型     | RW25T 软卧车 | YW25T 硬卧车 | RW25T 软卧车 | CA25T 餐车 | RW19T 高级软卧车 | RW25T 软卧车 | XL25T 行李车 |

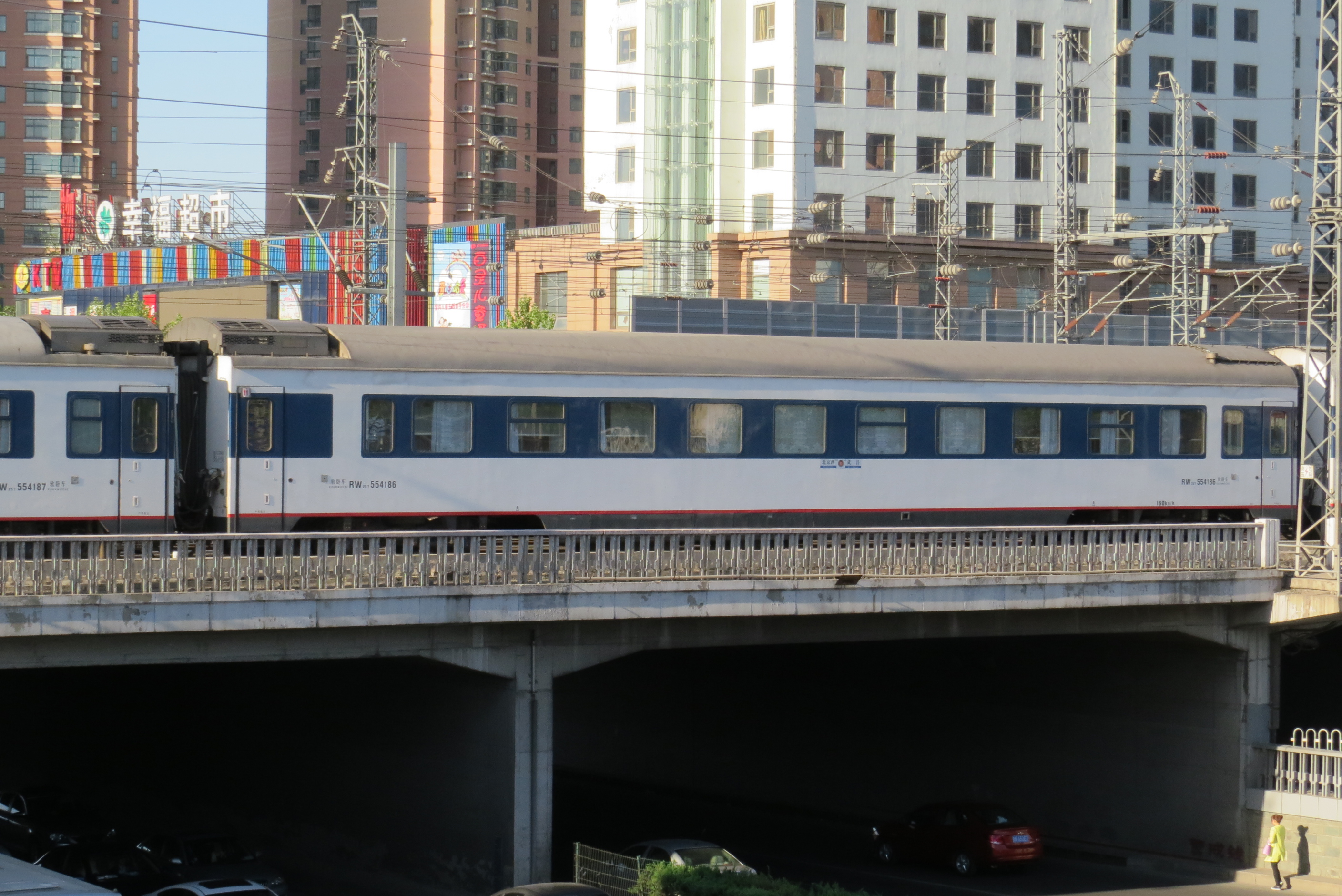
Z38次编组中的软卧车，窗帘绣有黄鹤楼图案
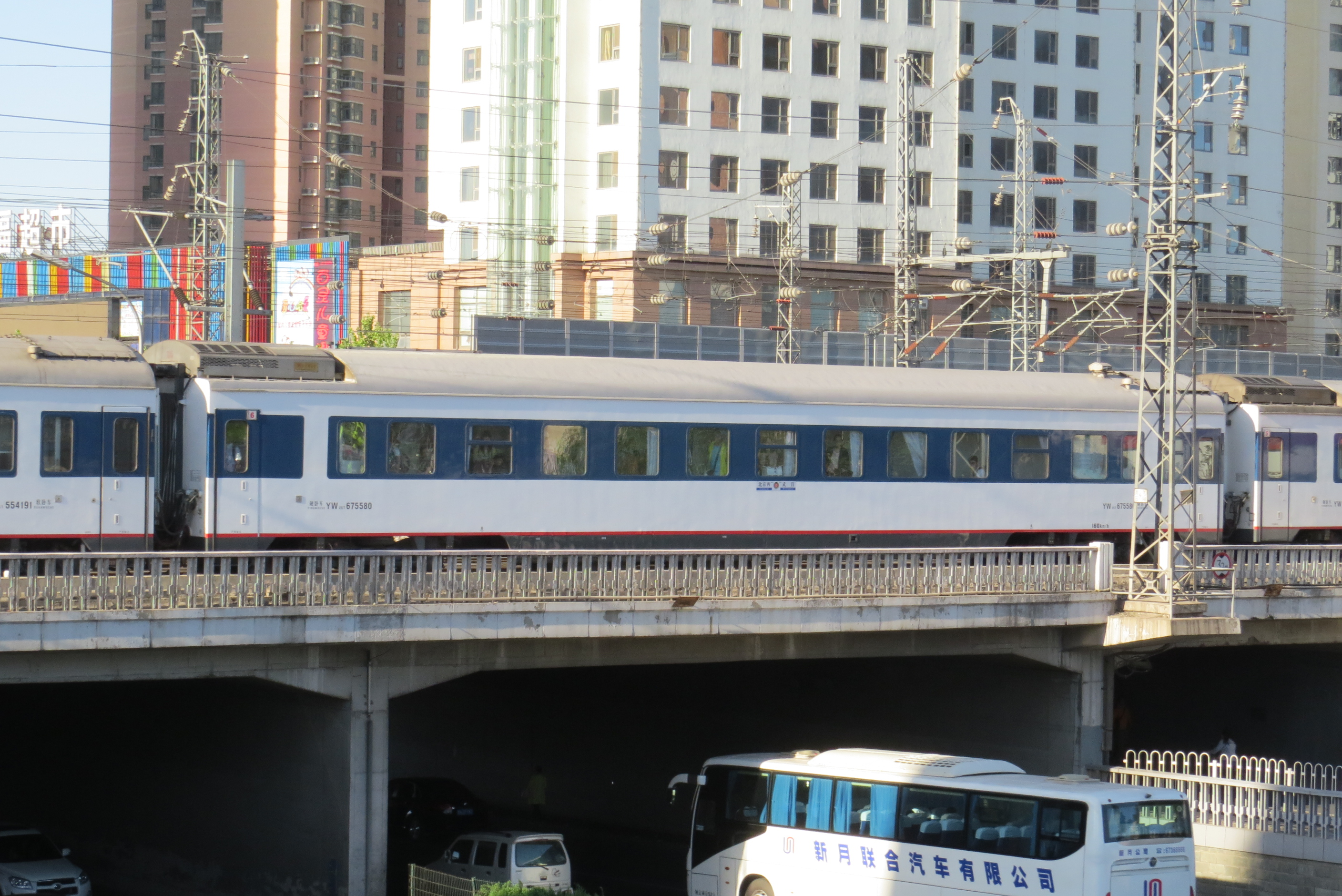
Z38次编组中的硬卧车，2009年起加挂
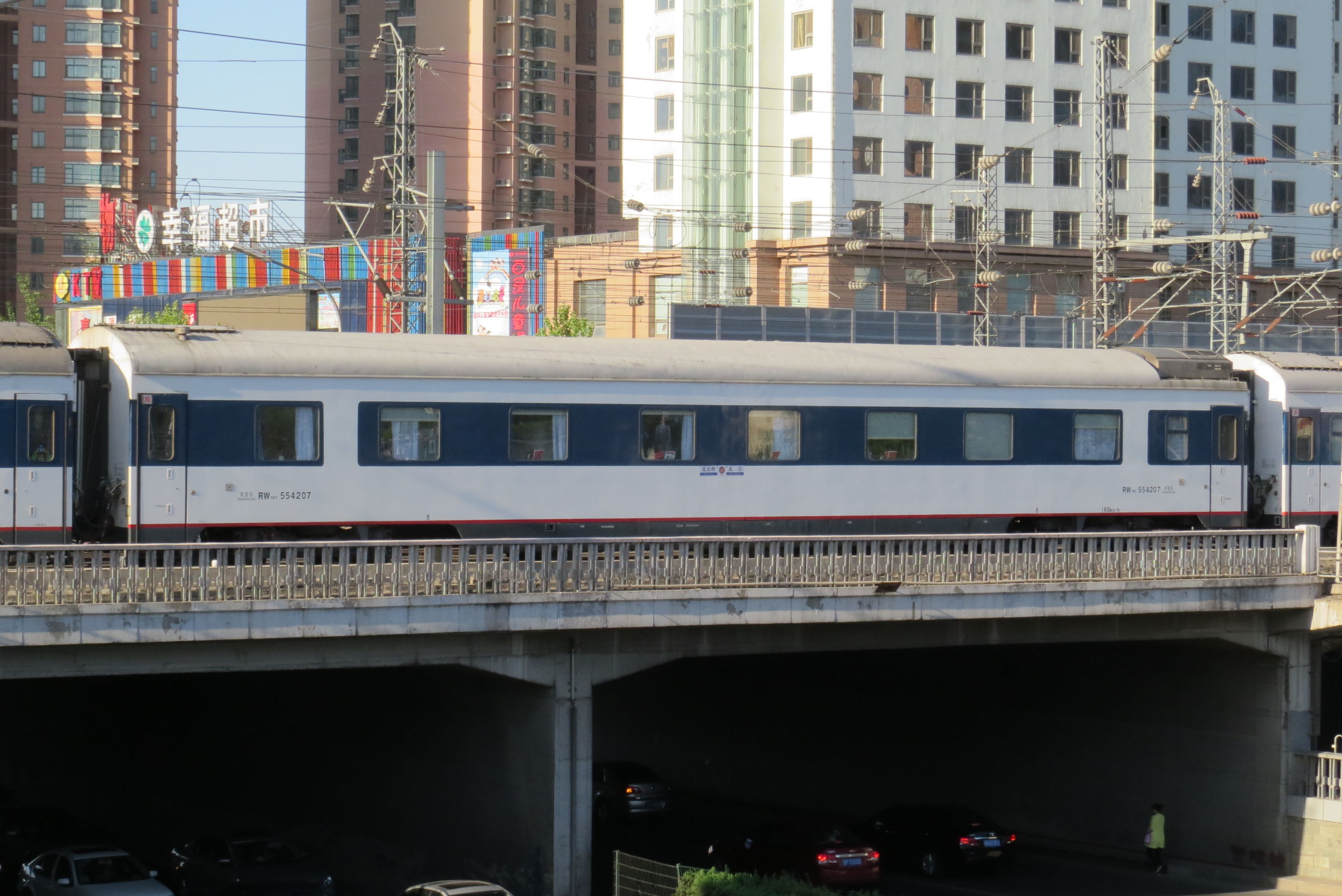
Z38次编组中的高级软卧车
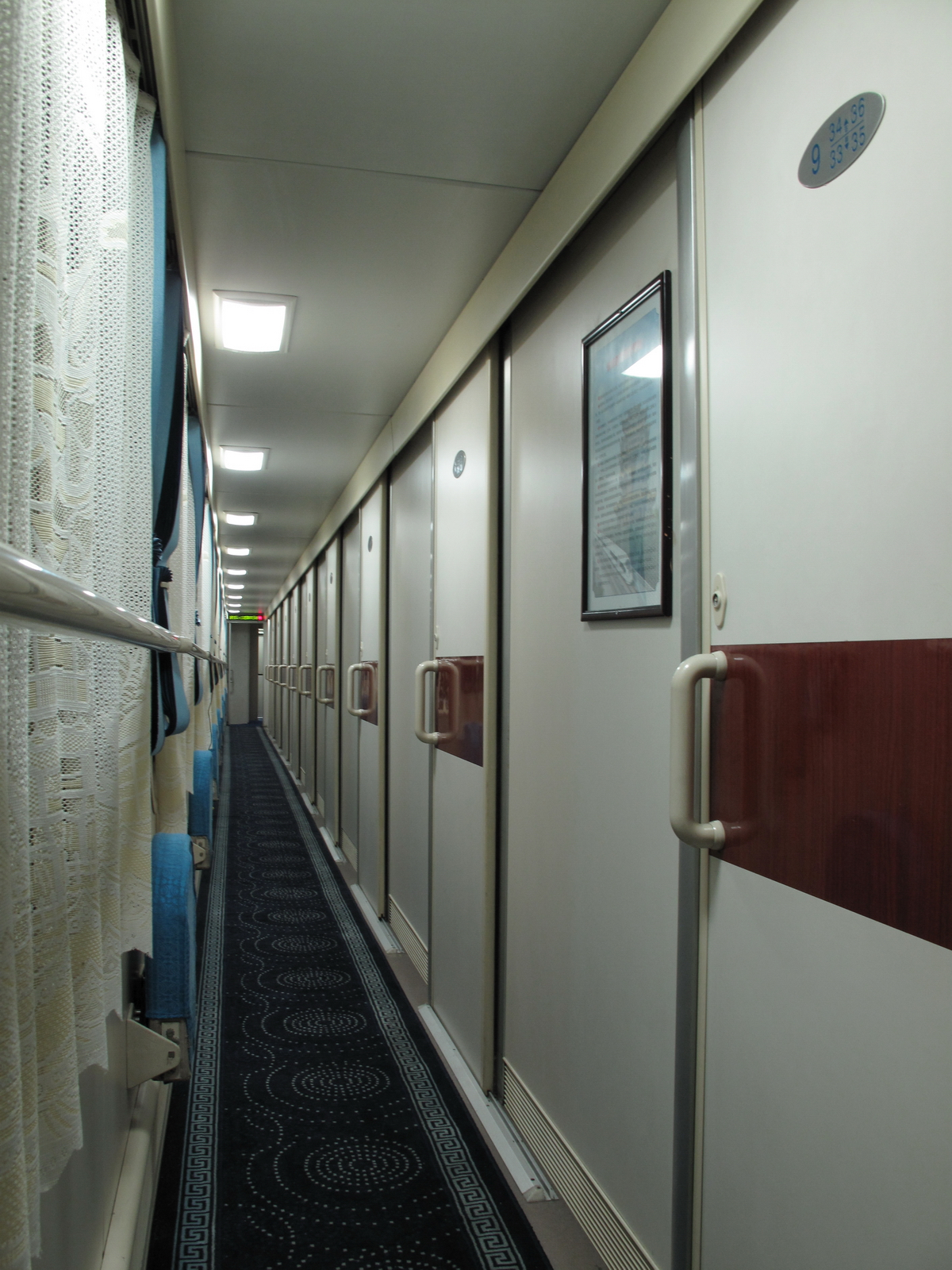
Z38次软卧车厢内部
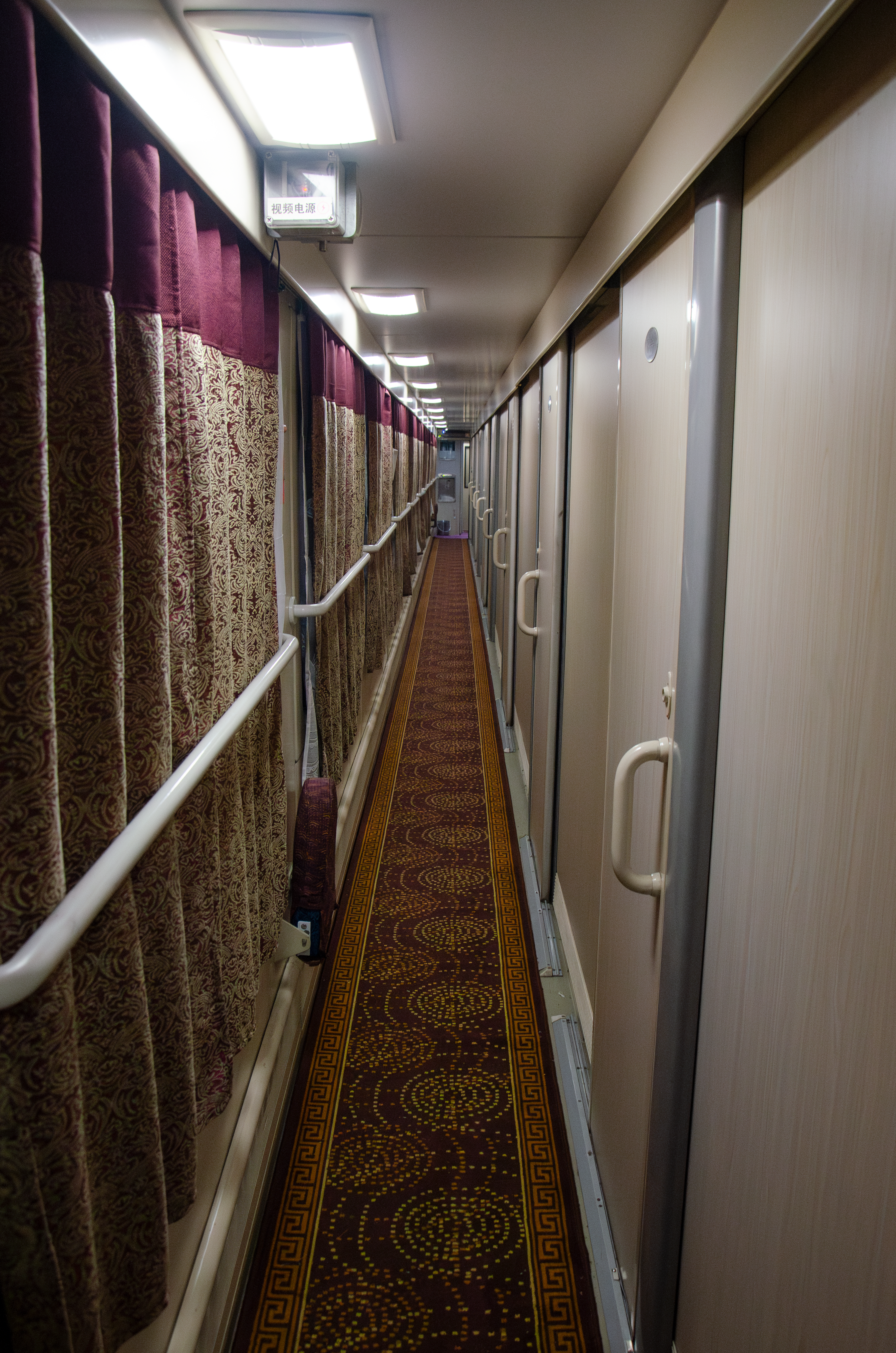
列车高级软卧车厢内部情况

## 历史机车交路

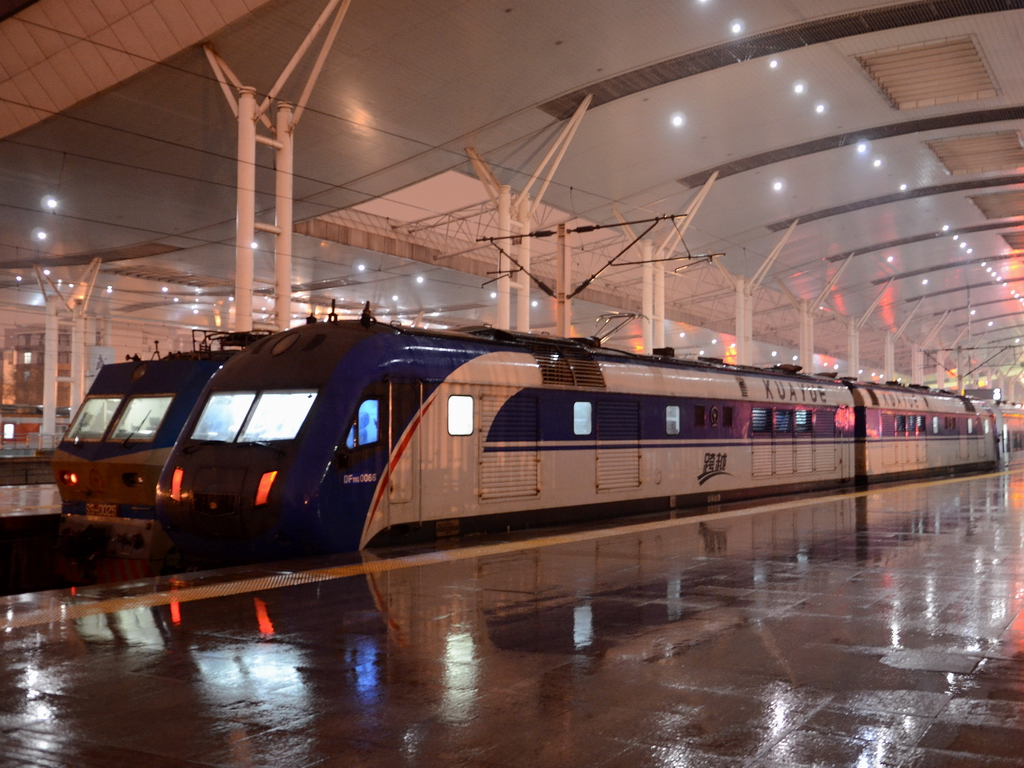
准备担当牵引Z38次直达特快列车的任务，配属北京机务段的东风11G型内燃机车第0066/0065号，拍摄于武昌车站

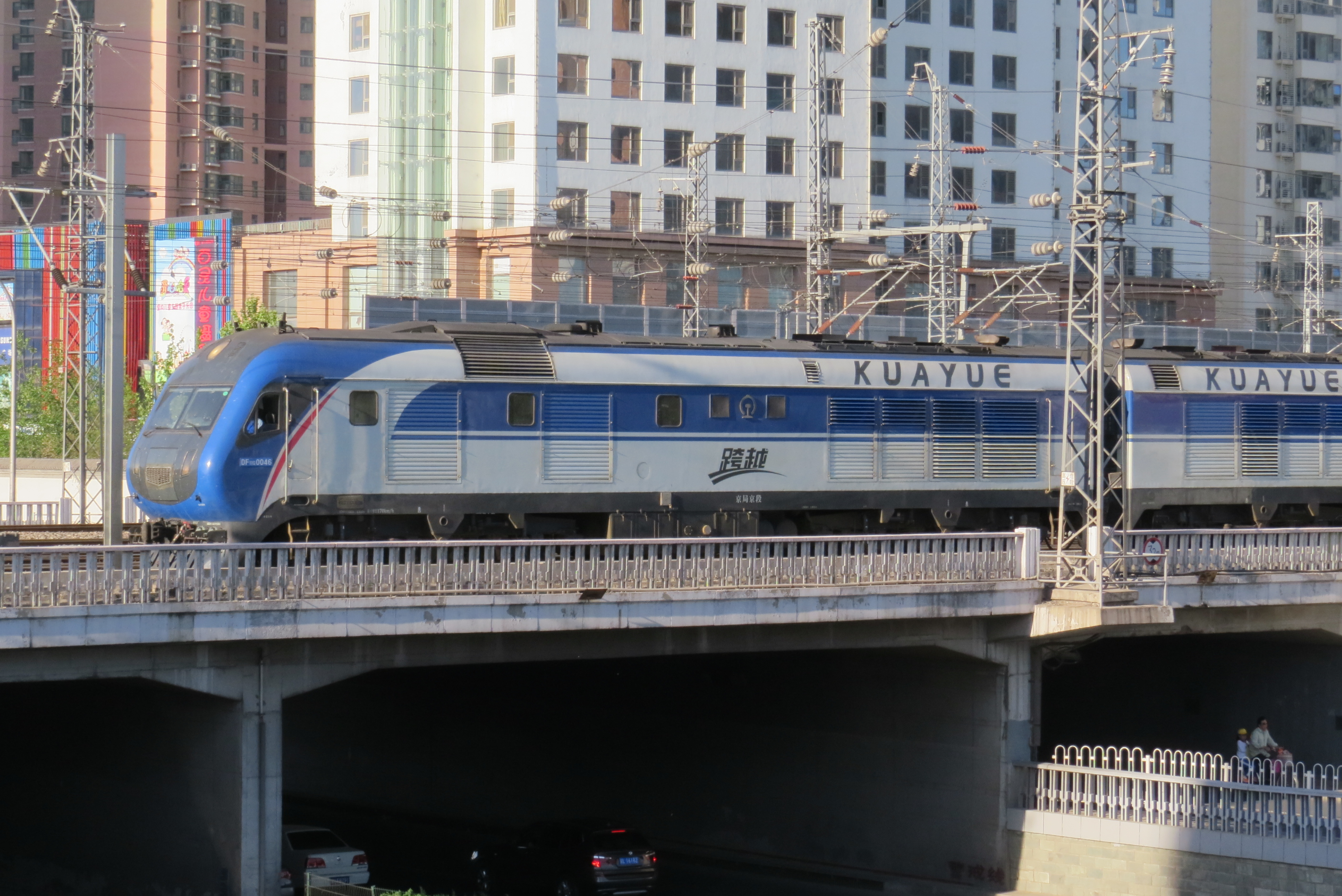
配属北京机务段的东风11G型内燃机车第0046/0045号机车牵引Z38次进入北京西站，拍摄于莲花桥铁路桥；该列车是北京西站少有的仍由内燃机车牵引的旅客列车

Z37/38次列车在京广线上使用东风11G型内燃机车，机车可直接向列车提供电能，用于列车内空调和水炉等设备需要，因此列车不需要再额外加挂一节空调发电车。
| 车站区段               | 北京西 ↔ 武昌                                        |
| 本务机车 配属 司机更替 | 东风11G型内燃机车 京局京段 北京/武昌南司机在郑州轮乘 |

## 时刻表

### 历史时刻
- 数据截至2024年1月11日。

| D37次 | D37次  | D37次 | D37次 | 停靠站 | D38次 | D38次 | D38次  | D38次 |
| 里程  | 天数   | 到点  | 开点  | 停靠站 | 到点  | 开点  | 天数   | 里程  |
| ----- | ------ | ----- | ----- | ------ | ----- | ----- | ------ | ----- |
| 0     | 当天   | —     | 20:36 | 北京西 | 06:45 | —     | 第二天 | 1205  |
| 1205  | 第二天 | 07:06 | —     | 汉口   | —     | 20:07 | 当天   | 0     |

- 数据截至2023年10月11日。

| Z37次 | Z37次  | Z37次 | Z37次 | 停靠站 | Z38次 | Z38次 | Z38次  | Z38次 |
| 里程  | 天数   | 到点  | 开点  | 停靠站 | 到点  | 开点  | 天数   | 里程  |
| ----- | ------ | ----- | ----- | ------ | ----- | ----- | ------ | ----- |
| 0     | 当天   | —     | 20:36 | 北京西 | 06:43 | —     | 第二天 | 1225  |
| 1225  | 第二天 | 07:21 | —     | 武昌   | —     | 19:46 | 当天   | 0     |

- Z37/38次 北京西—武昌 直达特快列车
- 数据截至2020年10月11日

| Z37次 | Z37次  | Z37次 | Z37次 | 停靠站 | Z38次 | Z38次 | Z38次  | Z38次 |
| 里程  | 天数   | 到点  | 开点  | 停靠站 | 到点  | 开点  | 天数   | 里程  |
| ----- | ------ | ----- | ----- | ------ | ----- | ----- | ------ | ----- |
| 0     | 当天   | —     | 20:46 | 北京西 | 06:40 | —     | 第二天 | 1225  |
| 1135  | 第二天 | 06:28 | 06:31 | 孝感   | 20:40 | 20:35 | 当天   | 90    |
| 1225  | 第二天 | 07:27 | —     | 武昌   | —     | 19:46 | 当天   | 0     |

- Z37/38次 北京西—武昌 直达特快列车
- 数据截至2013年12月21日

| Z37次 | Z37次  | Z37次 | Z37次 | 停靠站 | Z38次 | Z38次 | Z38次  | Z38次 |
| 里程  | 天数   | 到点  | 开点  | 停靠站 | 到点  | 开点  | 天数   | 里程  |
| ----- | ------ | ----- | ----- | ------ | ----- | ----- | ------ | ----- |
| 0     | 当天   | —     | 20:55 | 北京西 | 07:04 | —     | 第二天 | 1225  |
| 1225  | 第二天 | 06:55 | —     | 武昌   | —     | 21:03 | 当天   | 0     |

- Z37/38次 北京西—武昌 直达特快列车
- 本时刻表自2004年4月18日第五次大提速起实行

| Z37次 | Z37次  | Z37次 | Z37次 | 停靠站 | Z38次 | Z38次 | Z38次  | Z38次 |
| 里程  | 天数   | 到点  | 开点  | 停靠站 | 到点  | 开点  | 天数   | 里程  |
| ----- | ------ | ----- | ----- | ------ | ----- | ----- | ------ | ----- |
| 0     | 当天   | —     | 20:35 | 北京西 | 07:00 | —     | 第二天 | 1225  |
| 1225  | 第二天 | 07:00 | —     | 武昌   | —     | 20:35 | 当天   | 0     |

- K37/38次 北京西—武昌
- 本时刻表自1998年10月1日第二次大提速起实行

| K37次 | K37次  | K37次 | K37次 | 停靠站 | K38次 | K38次 | K38次  | K38次 |
| 里程  | 天数   | 到点  | 开点  | 停靠站 | 到点  | 开点  | 天数   | 里程  |
| ----- | ------ | ----- | ----- | ------ | ----- | ----- | ------ | ----- |
| 0     | 当天   | —     | 18:53 | 北京西 | 07:00 | —     | 第二天 | 1225  |
| 689   | 第二天 | 01:22 | 01:28 | 郑州   | 00:25 | 00:31 | 第二天 | 536   |
| 1205  | 第二天 | 06:38 | 06:42 | 汉口   | 19:12 | 19:16 | 当天   | 20    |
| 1225  | 第二天 | 07:01 | —     | 武昌   | —     | 18:53 | 当天   | 0     |

- K37/38次 北京西—武昌
- 编组：软、硬卧、餐、硬座、行
- 本时刻表自1997年4月1日第一次大提速起实行

| K37次 | K37次  | K37次 | K37次 | 停靠站 | K38次 | K38次 | K38次  | K38次 |
| 里程  | 天数   | 到点  | 开点  | 停靠站 | 到点  | 开点  | 天数   | 里程  |
| ----- | ------ | ----- | ----- | ------ | ----- | ----- | ------ | ----- |
| 0     | 当天   | —     | 17:40 | 北京西 | 07:00 | —     | 第二天 | 1225  |
| 277   | 当天   | 20:34 | 20:44 | 石家庄 | 03:54 | 04:04 | 第二天 | 948   |
| 689   | 第二天 | 00:58 | 01:08 | 郑州   | 23:31 | 23:41 | 当天   | 536   |
| 991   | 第二天 | 04:03 | 04:09 | 信阳   | 20:31 | 20:37 | 当天   | 234   |
| 1205  | 第二天 | 06:44 | 06:50 | 汉口   | 17:50 | 17:56 | 当天   | 20    |
| 1225  | 第二天 | 07:10 | —     | 武昌   | —     | 17:30 | 当天   | 0     |

- 37/38次 北京—武昌

| K37次          | K37次  | K37次 | K37次 | 停靠站 | K38次 | K38次 | K38次  | K38次 |
| 里程           | 天数   | 到点  | 开点  | 停靠站 | 到点  | 开点  | 天数   | 里程  |
| -------------- | ------ | ----- | ----- | ------ | ----- | ----- | ------ | ----- |
| 0              | 当天   | —     | 18:15 | 北京   | 12:43 | —     | 第二天 | ？    |
| 其中停站数据阙 |        |       |       |        |       |       |        |       |
| ？             | 第二天 | 10:56 | —     | 武昌   | —     | 19:38 | 当天   | 0     |

- 37/38次 北京—汉口
- 自1959年夏季实行

| 38次汉京直快 | 38次汉京直快 | 38次汉京直快 | 车站名 | 37次京汉直快 | 37次京汉直快 | 37次京汉直快 |
| 天数         | 发时         | 到时         | 车站名 | 到时         | 发时         | 天数         |
| ------------ | ------------ | ------------ | ------ | ------------ | ------------ | ------------ |
| 次日         | ——           | 12:32        | 北京   | ——           | 18:00        | 当日         |
| 次日         | 12:09        | 12:02        | 丰台   | 18:22        | 18:29        | 当日         |
| 次日         | 10:48        | 10:45        | 高碑店 | 19:36        | 19:40        | 当日         |
| 次日         | 09:40        | 09:25        | 保定   | 20:38        | 20:53        | 当日         |
| 次日         | 08:31        | 08:26        | 定县   | 21:52        | 21:57        | 当日         |
| 次日         | 07:12        | 06:57        | 石家庄 | 23:14        | 23:29        | 当日         |
| 次日         | 06:22        | 06:20        | 元氏   | 00:02        | 00:04        | 次日         |
| 次日         | 04:59        | 04:45        | 邢台   | 01:23        | 01:38        | 次日         |
| 次日         | 03:43        | 03:32        | 邯郸   | 02:36        | 02:44        | 次日         |
| 次日         | 03:12        | 03:09        | 马头   | 03:04        | 03:06        | 次日         |
| 次日         | 02:26        | 02:13        | 安阳   | 03:51        | 04:09        | 次日         |
| 次日         | 00:33        | 00:21        | 新乡   | 05:59        | 06:17        | 次日         |
| 当日         | 23:00        | 22:40        | 郑州   | 08:08        | 08:50        | 次日         |
| 当日         | 通过不停站   | 通过不停站   | 新郑   | 09:11        | 09:21        | 次日         |
| 当日         | 20:54        | 20:45        | 许昌   | 10:23        | 10:37        | 次日         |
| 当日         | 19:25        | 19:11        | 漯河   | 11:55        | 12:08        | 次日         |
| 当日         | 17:38        | 17:30        | 驻马店 | 13:48        | 14:05        | 次日         |
| 当日         | 通过不停站   | 通过不停站   | 确山   | 14:35        | 14:38        | 次日         |
| 当日         | 16:04        | 16:00        | 明港   | 15:36        | 15:41        | 次日         |
| 当日         | 15:02        | 14:48        | 信阳   | 16:38        | 17:00        | 次日         |
| 当日         | 14:00        | 13:58        | 鸡公山 | 17:52        | 18:05        | 次日         |
| 当日         | 13:15        | 12:56        | 广水   | 18:44        | 18:56        | 次日         |
| 当日         | 11:31        | 11:23        | 花园   | 20:12        | 20:24        | 次日         |
| 当日         | 10:38        | 10:22        | 孝感   | 21:19        | 21:24        | 次日         |
| 当日         | 08:22        | 08:20        | 江岸   | 23:14        | 23:17        | 次日         |
| 当日         | 08:12        | ——           | 汉口   | 23:25        | ——           | 次日         |

## 事故及事件

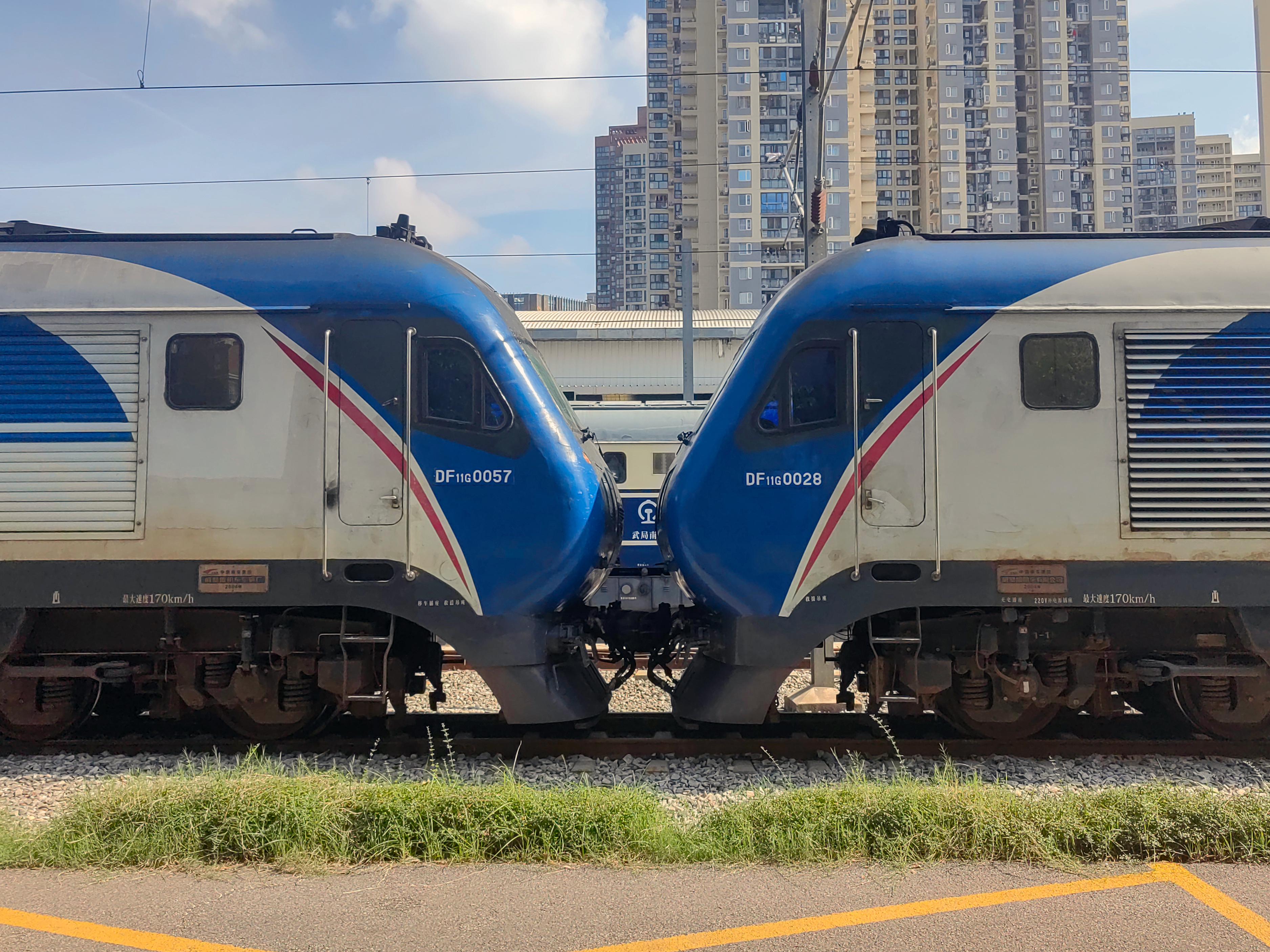
存放于武昌客机折返段的两台DF11G。平日牵引Z37而来的本型机车会在当晚牵引Z38返回北京，然受2023年暴雨影响，数日间Z38停开或折返，故致机车滞留于此。

- 1994年11月14日，由北京开往武昌的37次旅客列车在运行至京广铁路望都站至清风店站区间时，机后第10位25A型软卧车（RW25A 50126）第一位端车顶空调机组因乘务员操作错误而失火，事故导致京广铁路下行正线中断行车3小时15分，一辆软卧车被烧报废，构成旅客列车重大火灾事故，直接经济损失193.4万余元，定郑州铁路局武汉铁路分局武昌车辆段主要责任。[51]
- 2003年8月15日，8名来自鄂州市的旅客在武昌站登上T38次列车后，被安排在18号硬卧车（宿营车）等待补票。该车厢列车员与值班的行李员收取这八人2100元钱，但没有开出客票，次日在北京西站向站台上一人员贿赂200元以将八名无票旅客带出站，并计划私分剩余的1900元票款。当事列车员随即被除名，T37/38次的车队长、党总支书记和当次列车列车长、副列车长被撤职，该列车的“红旗列车”称号也被撤销[52]，第二年恢复。[7][53]
- 截至2023年9月，作为本列车本务机车的东风11G型内燃机车，2023年里在执行完Z37次任务后已经发生3次故障（即机破），分别是4月21日（见右链接）、5月14日（见图及右链接）、8月30日（见右链接）。
- 2023年7月，华北遭受暴雨，暴雨导致的洪水致使京广铁路多趟列车遭受影响。本列车也在影响范围中。7月30日由武昌发车的Z38次在次31日滞留高碑店站4小时，终于当日晚6时45分抵达北京西站。31日晚又北京西站始发的Z37次列车也受影响，直到8月1日下午才抵达武昌站。[54]后几日亦有车次被迫折返或停运（见右图）。

## 图集
- 2011年，停靠在北京西站1站台的Z38次列车
- 2023年5月14日，因配属北京机务段的东风11G型内燃机车第0049/0050号机车执行完Z37次列车牵引任务后发生机破，当日Z38次列车牵引任务由配属北京机务段的和谐3D型电力机车第0164号机车完成，并机后附挂前者作空调发电车使用
- 当晚该列车通过司门口之情形
- 配属北京机务段的东风11G型内燃机车第0001-0002号牵引Z37次列车通过旧江岸西站附近
- Z37次列车通过武汉长江大桥，现本列车因调整至汉口站始发终到而不再经由大桥，而受同一因素影响Z23/4变更而来的D23/4次列车则开始经由大桥
- Z38次列车通过京广正线汉口站北广场段
- Z38次列车通过京广正线蛇山首义公园段
- 结束末班Z37次任务后停靠在武昌站的车底
- D38需要在郑州站技术停车

## 延伸阅读
- 京武高速动车组列车
- Z3/4次列车，京武四直之一，已变更为D3/4次列车。
- Z11/12次列车，京武四直之一，已停运。
- Z77/78次列车，京武四直之一，已停运。
- 京广既有线动车组列车